# Ministerstwo Obrony Cywilnej, Sytuacji Nadzwyczajnych i Likwidacji Skutków Klęsk Żywiołowych Federacji Rosyjskiej

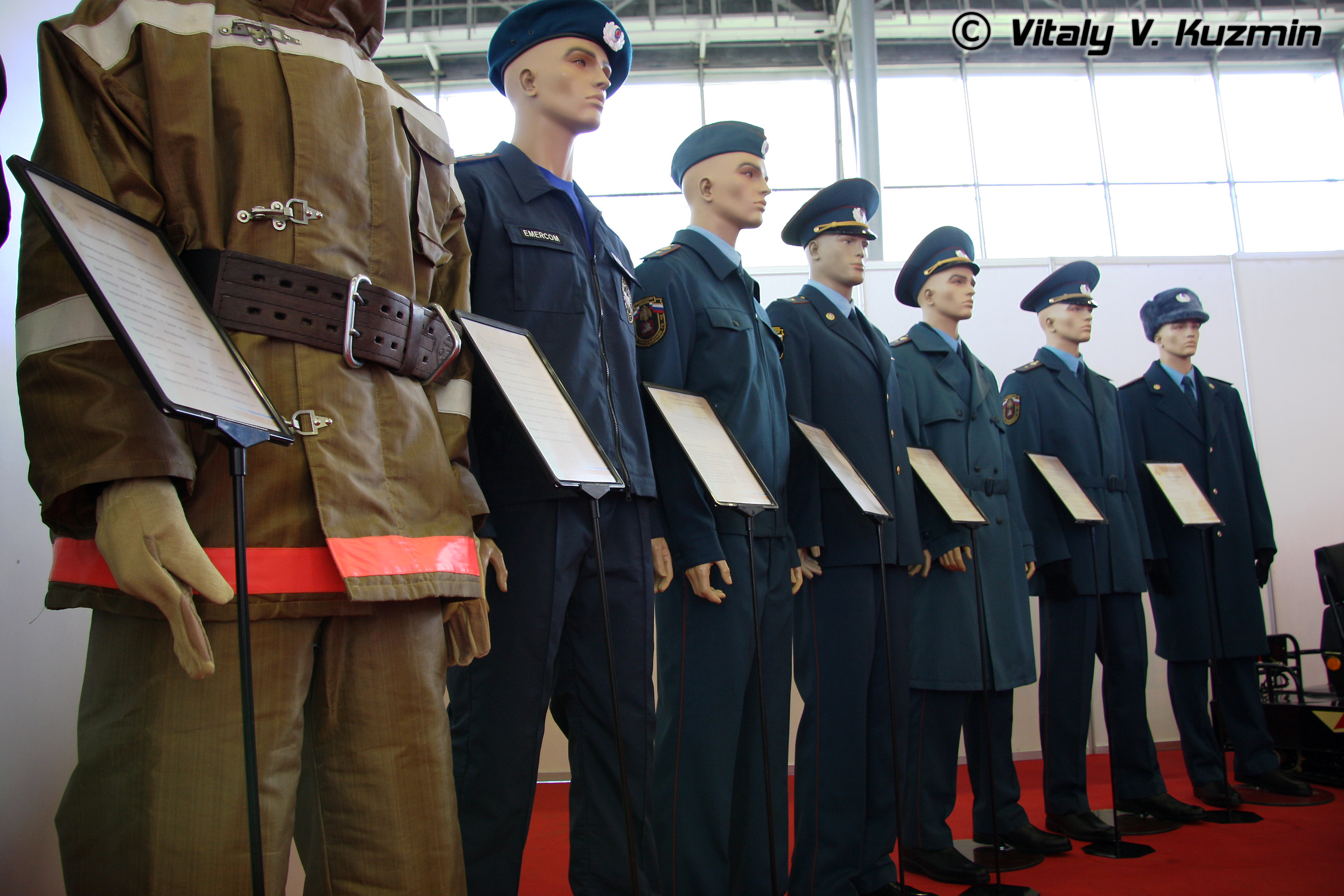
Rodzaje umundurowania funkcjonariuszy MCzS

Ministerstwo Obrony Cywilnej, Sytuacji Nadzwyczajnych i Likwidacji Skutków Klęsk Żywiołowych Federacji Rosyjskiej, MCzS Rosji (ros. Министерство Российской Федерации по делам гражданской обороны, чрезвычайным ситуациям и ликвидации последствий стихийных бедствий, МЧС России) – ministerstwo Federacji Rosyjskiej odpowiedzialne za kwestie zapobiegania sytuacjom nadzwyczajnym i usuwania skutków klęsk żywiołowych. W jego skład wchodzą: federalna straż pożarna, zawodowa służba ratownictwa medycznego oraz wojskowe jednostki ratownicze. Odpowiada także za zmilitaryzowane jednostki ratownictwa górniczego i jednostki saperskie.
Jest to federalny organ wykonawczy, który wykonuje zadania związane z opracowywaniem i wdrażaniem polityki państwa, regulacjami prawnymi, a także nadzorem i kontrolą w zakresie obrony cywilnej, ochrony ludności i terytorium Federacji Rosyjskiej przed katastrofami naturalnymi jak i tymi spowodowanymi przez człowieka, zapewniając bezpieczeństwo przeciwpożarowe i bezpieczeństwo ludzi na zbiornikach wodnych. Jest jedną z rosyjskich państwowych organizacji paramilitarnych, które mają prawo do posiadania broni małokalibrowej i innych rodzajów uzbrojenia.
Ministerstwo Obrony Cywilnej, Sytuacji Nadzwyczajnych i Likwidacji Skutków Klęsk Żywiołowych przewiduje trzy rodzaje służby publicznej: państwową służbę cywilną, służbę wojskową i federalną straż pożarną (powiązaną z innymi rodzajami służby publicznej), a także pracę na podstawie umowy o pracę.
Ministerstwo przeprowadza około 25% wszystkich inspekcji na terenie Rosji.

## Ministrowie resortu
- Aleksandr Kurenkow[8]